# INSA de Rennes
Học viện Khoa học Ứng dụng quốc gia thành phố Rennes  (tiếng Pháp: Institut national des sciences appliquées de Rennes, viết tắt là INSA de Rennes) là một trường đào tạo kĩ sư đồng thời là một trung tâm nghiên cứu đặt tại thành phố Rennes, Pháp. INSA de Rennes là một trược thuộc hệ thống INSA, hệ thống đào tạo kĩ sư chất lượng cao lớn nhất nước Pháp, đóng góp hàng năm khoảng 12% tổng số kĩ sư của Pháp. Thành lập năm 1966, trường nằm trong khu đại học Beaulieu, thuộc khu công nghệ cao Rennes Atalante phía đông thành phố Rennes và là trường đào tạo kỹ sư lớn nhất của vùng Bretagne.
Trường có khoảng 1400 sinh viên, trong đó có khoảng 270 sinh viên năm cuối được cấp bằng kỹ sư mỗi năm.Thời gian đào tạo là 5 năm trong đó có 2 năm đầu tiên học chương trình đại cương (các môn khoa học cơ bản), 3 năm tiếp theo đào tạo theo chuyên ngành, ở INSA de Rennes có tất cả 8 chuyên ngành kỹ sư.
INSA de Rennes cũng là một trung tâm nghiên cứu với 6 phòng thí nghiệm, trong đó có 5 phòng thí nghiệm tổng hợp UMR (Unité mixte de recherche) của Trung tâm Nghiên cứu Khoa học Quốc gia Pháp, những phòng thí nghiệm này đều có liên kết với các trường đại học khác trong vùng và trên toàn nước Pháp.

## Lịch sử

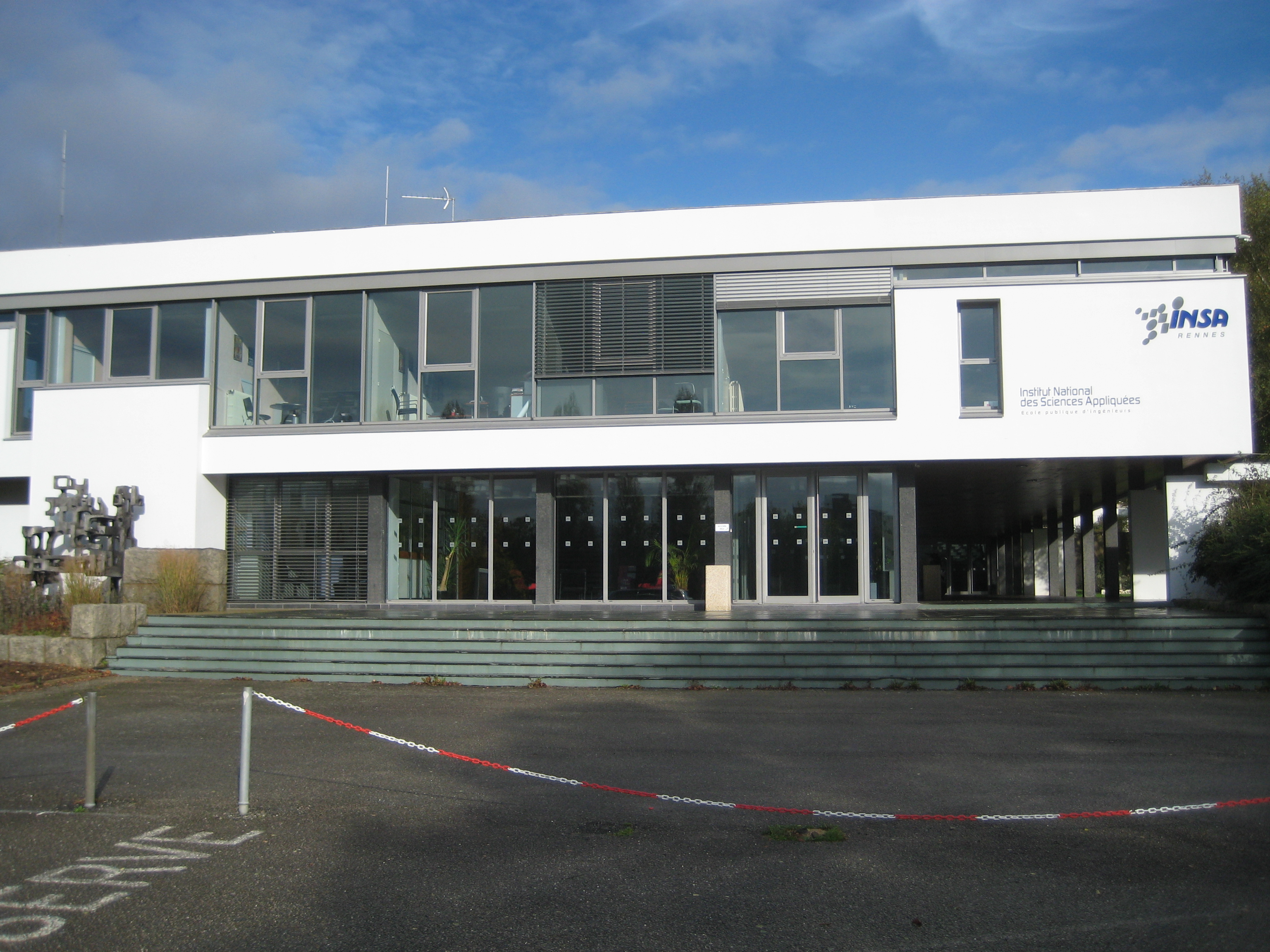
Lối vào tòa nhà chính của INSA de Rennes

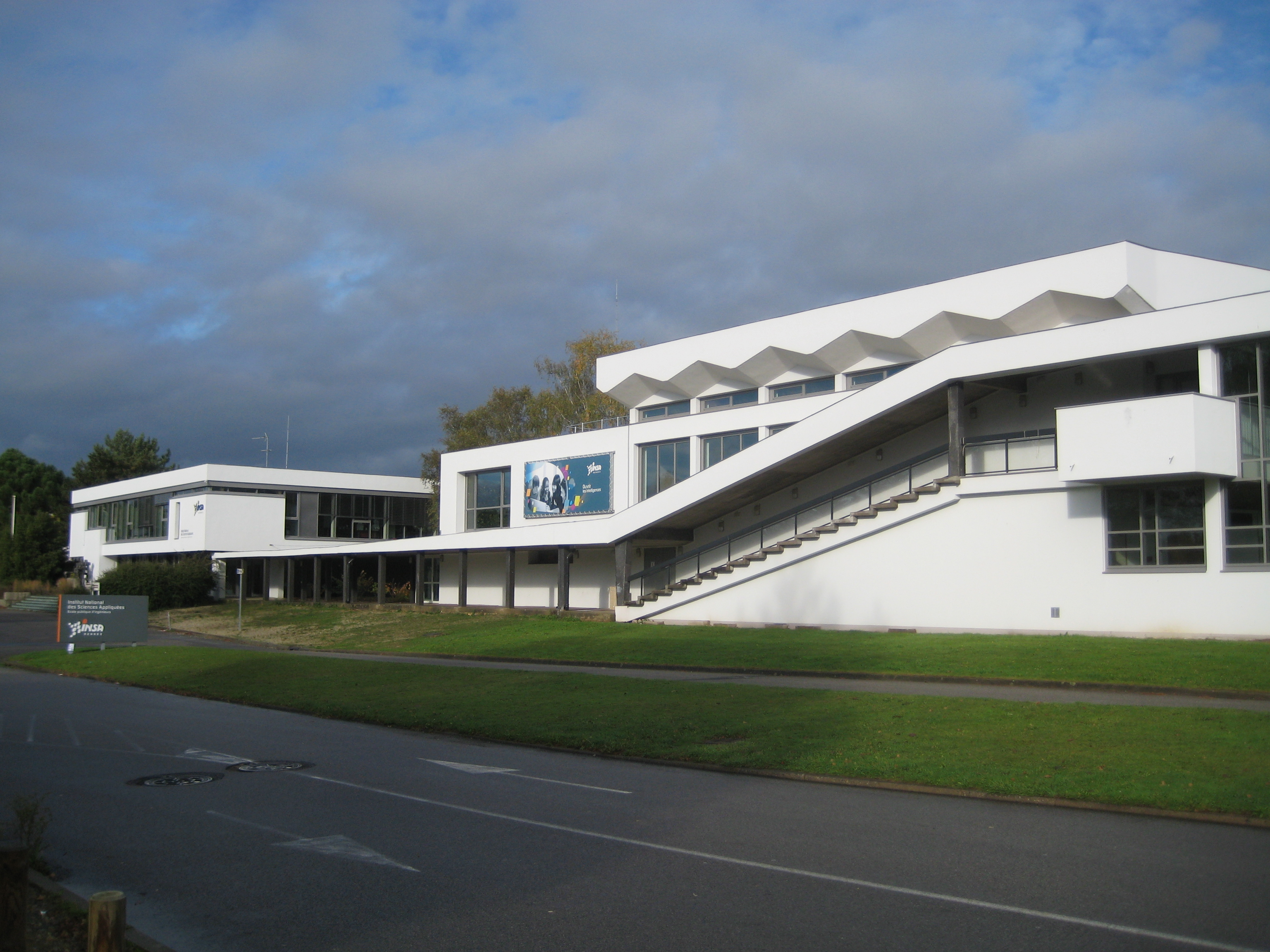
Bên phải giảng đường D

INSA de Rennes được thành lập năm 1966, được Cơ quan chứng nhận kỹ sư cho phép cấp bằng kỹ sư cho học viên. Trường đào tạo theo hệ 5 năm đại học sau tú tài về khoa học (post-baccalauréat) trong nhiều lĩnh vực khác nhau và cấp bằng cho khoảng 270 kỹ sư mỗi năm ở 8 chuyên ngành.

## Tổ chức
INSA de Rennes có cương vị là Cơ sở mang tính khoa học, văn hóa và chuyên nghiệp (EPSCP) và là thành viên trụ cột của Trung tâm nghiên cứu và giảng dạy đại học (PRES) của nhóm trường Đại học châu Âu vùng Bretagne.

## Đào tạo

### Kỹ sư
INSA de Rennes đưa ra nhiều chương trình đào tạo kỹ sư được chứng nhận bởi Bộ giáo dục đại học và nghiên cứu Pháp theo đề nghị của CTI. Chương trình đào tạo được chia làm hai phần: phần đại cương khoa học và kỹ thuật dành cho kỹ sư gồm 4 học kỳ và phần giảng dạy chuyên môn trong 6 học kỳ còn lại.
Các môn học không mang tính khoa học chiếm 20% chương trình giảng dạy: sinh ngữ, kỹ năng giao tiếp, kế toán và tài chính, quản lý dự án, pháp luật, marketing, khoa học quản lý, giáo dục thể chất. "Dự định chuyên ngành của mỗi cá nhân" nhằm mục đích định hướng cho sinh viên trong suốt quá trình học tập tự xây dựng kế hoạch nghề nghiệp của mình, thông qua các buổi hội thảo hay tham quan công ty, cũng như sự hiểu biết về chính bản thân, doanh nghiệp và thị trường lao động.

#### Các Khoa
INSA de Rennes cung cấp 8 chuyên ngành đào tạo kỹ sư. Các chuyên ngành này được chia thành 2 cực (pôle): STIC (Khoa học và Công nghệ về Thông tin và Truyền thông - Sciences et Technologies de l'Information et de la Communication) và MSM (Vật liệu, Kết cấu và Cơ học - Matériaux, Structures et Mécanique).

##### Cực STIC

###### Khoa Điện tử và Công nghệ Thông tin trong Công nghiệp (EII)
EII (Électronique et Informatique Industrielle) đào tạo cho các kỹ sư nghiên cứu và phát triển khả năng thiết kế và thực hiện những hệ thống điện phức tạp và phát triển các chương trình điều khiển kết hợp. Chương trình đào tạo xoay quanh ba chủ đề lớn: Phân tích điện tử và Số hóa, Công nghệ thông tin trong công nghiệp, Xử lý tín hiệu và Tự động hóa

###### Khoa Toán Kỹ thuật (GM)
GM (Génie Mathématique) đào tạo các kỹ năng về kỹ thuật và vận hành cho phép người kỹ sư thực hiện các dự án mô hình toán học, từ việc hình thức hóa vấn đề đặt ra đến giải quyết bằng số hoá và định giá giải pháp đã phát triển.

###### Khoa Công nghệ Thông tin (INFO)
INFO (Informatique) đào tạo kỹ sư chuyên môn về công nghệ thông tin và các chuyên gia về thiết kế phần mềm. Chương trình đào tạo được định hướng về 2 chủ đề lớn: Mô hình hóa, và Thiết kế phần mềm. Chuyên ngành bao gồm 2 phần: LRS (Ngôn ngữ, Hệ thống và Mạnh lưới) và TMMD (Xử lý và mô hình hóa khối Dữ liệu).

###### Khoa Mạng lưới và Hệ thống Truyền thông (SRC)
SRC (Systèmes et Réseaux de Communication) đào tạo các kỹ sư chuyên môn trong Công nghệ thông tin và truyền thông liên quan đến nghiên cứu và phát triển, định tiêu chuẩn kỹ thuật, thiết kế, giả cách, thi công, kiểm tra và hội nhập các mạng lưới điện số hóa và loại suy trong lĩnh vực truyền thông. Chương trình đào tạo gồm 3 chủ đề lớn: Điện tử số hóa, Tín hiệu và truyền thông, Công nghệ thông tin và mạng lưới.

###### Khoa Điện tử - Thiết kế và Phát triển Công nghệ Sáng tạo (E-CDTI)
E-CDTI (Électronique - Conception et Développement de Technologies Innovantes) đào tạo các kỹ sư đa năng với nền văn hóa phát triển trong lĩnh vực điện tử có thể hội nhập vào các công ty đổi mới mở ra quốc tế. Nó tính đến tất cả các vấn đề khoa học, kinh tế, môi trường và quy định liên quan đến việc cải tiến hoặc thiết kế các hệ thống điện tử.

##### Cực MSM

###### Khoa Kỹ thuật Xây dựng và Đô thị (GCU)
GCU (Génie Civil et Urbain) đào tạo kỹ sư chuyên môn hóa trong việc thiết kế và tổ chức vật lực và nhân lực trong thi công xây dựng. Kỹ sư tốt nghiệp có thể tham gia trong các công việc thiết kế và thi công trong các lĩnh vực Nhà cửa, Công trình công cộng, Quy hoạch đô thị, Quy hoạch đất đai và môi trường. Chương trình đào tạo xoay quanh 5 chủ đề lớn: Đại cương về Khoa học cơ bản và con người, Kiến thức về khoa học và kỹ thuật, Khoa học dành cho kỹ sư, Tổ chức không gian/đất đai và Nghiên cứu các khía cạnh, Quản lý dự án và pháp luật trong xây dựng.

###### Khoa Cơ học và Tự động hóa (GMA)
GMA (Génie Mécanique et Automatique) đào tạo kỹ sư đa ngành (về cơ học và tự động hóa) giải quyết các vấn đề khoa học và kỹ thuật liên quan đến việc nghiên cứu, phát triển, định hình, thiết kế, chế tạo và công nghiệp hóa một tổ hợp máy móc tự động hóa. Chương trình đào tạo gồm 3 chủ đề lớn: Cơ học và vật liệu, Thiết kế và Quy trình, Tự động hóa và mô hình hóa.

###### Khoa Vật liệu và Công nghệ Nano (MNT) - Chuyên ngành Khoa học và Kỹ thuật vật liệu (SGM)
Chuyên ngành SGM (Science et Génie des Matériaux) bao gồm trong khoa Vật liệu và công nghệ Nano MNT (Matériaux et Nanotechnologies) đào tạo các kỹ sư về thiết kế, nghiên cứu và phát triển hay sản xuất các dụng cụ và hoạt động công nghệ cao trong lĩnh vực vật liệu tiên tiến, cấu trúc vi điện tử và công nghệ nano nói chung. Chương trình đào tạo xoay quanh ba chủ đề lớn: Vật liệu, Thiết bị, và Vi điện tử.

#### Thu nhận sinh viên
Quá trình thu nhận sinh viên của INSA de Rennes giống như các trường trong hệ thống Học viện quốc gia về khoa học ứng dụng. Sinh viên đòi hỏi phải tốt nghiệp tú tài ban S hoặc STI, hoặc có bằng tương đương trong các quốc gia khác.

#### Học phần thứ nhất
Học phần thứ nhất bao gồm các môn đại cương chung cho tất cả các tân sinh viên trong vòng 2 năm đầu. Sinh viên được yêu cầu nắm vững và làm chủ được các kiến thức nền về khoa học cho kỹ sư để có thể tiếp tục việc học trong các khoa chuyên ngành. Các khái niệm khoa học được nghiên cứu là điện động học, điện tử học, điện từ học, sóng, kỹ thuật cho kỹ sư, cơ học, hóa học, toán học và tin học. Việc giảng dạy được chia làm 3 mô-đun: giảng dạy khoa học, toán học và công nghệ thông tin, và Nhân học (khoa học xã hội và nhân văn).
Kết thúc năm học đầu tiên, sinh viên có một đợt thực tập công nhân trong vòng một tháng tại các xí nghiệp để tìm hiểu về công việc, cũng như điều kiện làm việc cơ bản. Kết thúc đợt thực tập, sinh viên phải có một bảng báo cáo được chứng nhận bởi các kỹ sư.
Trong học kỳ thứ ba, sinh viên chọn ra 3 trong 6 chuyên ngành. Trường sẽ cung cấp các thông tin để sinh viên quyết định một ngành học của mình, bao gồm các kiến thức về công cụ làm việc, các dự án nhỏ, tham quan công ty hay phòng thí nghiệm nghiên cứu hay các buổi hội thảo với các giáo sư và chuyên gia.
Trong học kỳ thứ tư, sinh viện lựa chọn một chương trình học tiền-phân ngành. Mỗi chương trình học này bao gồm các kiến thức giảng dạy của 3 hoặc 4 khoa tương ứng.

#### Học phần thứ hai
Kết thúc năm học thứ hai, sinh viên đăng ký 3 nguyện vọng trong 6 khoa chuyên ngành, việc lựa chọn sẽ dựa trên thứ hạng của sinh viên. Những sinh viên xuất sắc có thể yêu cầu được chuyển qua một trường khác trong nhóm INSA.
Trong học kỳ thứ năm và sáu, một phần nhỏ chương trình học sẽ được dành cho giảng dạy chung. Năm học thứ tư và thứ năm hoàn toàn dành cho chuyên ngành.
Kết thúc năm ba và năm tư, sinh viên bắt buộc phải tham gia một đợt thực tập kỹ thuật kéo dài từ 2 đến 4 tháng tại công ty. Học kỳ cuối cùng chỉ dành viên cho việc thực hiện Luận văn tốt nghiệp với ít nhất là 16 tuần ở công ty.

#### Bằng đôi kỹ sư - quản trị viên
Ở INSA, kĩ sư có thể học song song để nhận được 2 bằng đại học trong các chương trình liên kết đào tạo giữa INSA với các trường khác như trường quản trị Rennes 'ESC Rennes School of Business', trường đại học Audencia, trường Rochester Institute of Technology (RIT)...

### Đào tạo sau đại học
Ở INSA, học sinh có thể học song song chương trình kĩ sư (tương đương thạc sĩ công nghiệp) và thạc sĩ nghiên cứu. Sau khi tốt nghiệp có thể làm luận án tiến sĩ (doctorat).

## Đời sống sinh viên

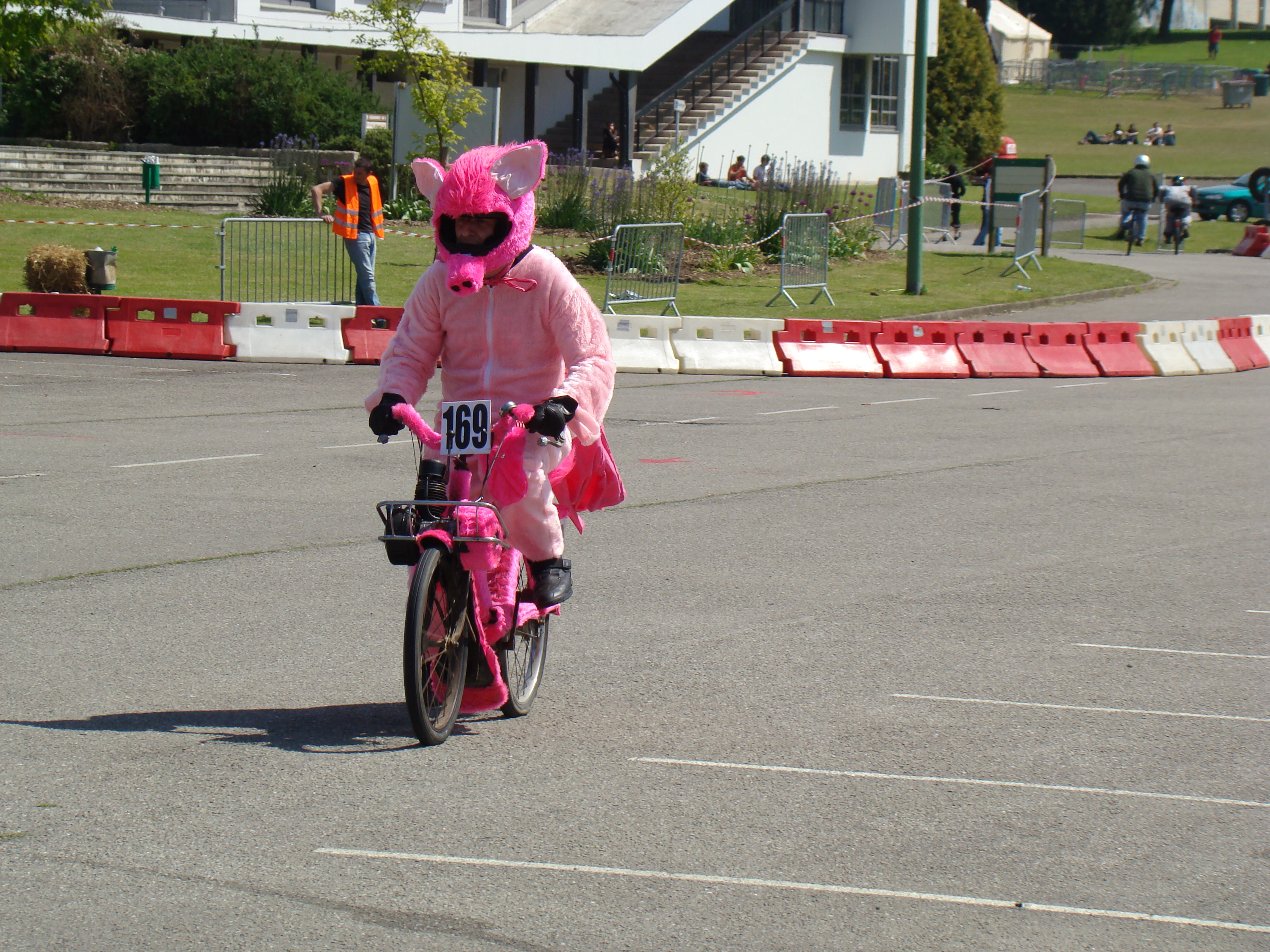
Rock'n Solex, lễ hội sinh viên lâu đời nhất tại Pháp

Khu ký túc xá đại học có diện tích 17 hecta, bao gồm một hội quán và 4 tòa nhà cư xá với khoảng 1000 phòng đơn, tất cả đều được kết nối Internet tốc độ 100 Mbit, một nhà ăn phục vụ 3 bữa ăn trong ngày và một phòng thể dục thể thao.

## Sinh viên tiêu biểu
- Nguyễn Tiến Trung: bất đồng chính kiến Việt Nam tốt nghiệp kĩ sư tin học năm 2007)[7]..

## Xem Thêm
- INSA: hệ thống Học viện quốc gia về khoa học ứng dụng tại Pháp.
- Đại học Rennes I
- Đại học Rennes II
- Giáo dục Pháp